# Фрунзе (Толебийский район)
Фрунзе (каз. Фрунзе) — упразднённое село в Толебийском районе Туркестанской области Казахстана. Входило в состав Зертасского сельского округа. В 2000-е годы включено в состав села Зертас.

## Население
По данным переписи 1999 года в селе проживало 920 человек (476 мужчин и 444 женщины).